# Hieracium hepaticum
Hieracium hepaticum là một loài thực vật có hoa trong họ Cúc. Loài này được (Lindeb.) Norrl. mô tả khoa học đầu tiên năm 1888.